# Flammodynerus flammiger
Flammodynerus flammiger är en stekelart som först beskrevs av Henri Saussure 1856.  Flammodynerus flammiger ingår i släktet Flammodynerus och familjen Eumenidae. Utöver nominatformen finns också underarten F. f. nigroflammeus.